# Il gambero
Il gambero è stato un quiz radiofonico di Radio Rai, andato in onda sulle frequenze di Radiodue dal 1º gennaio 1967 al 25 marzo 1979.

## Il programma
Fu definito il "quiz alla rovescia" poiché il montepremi in palio partiva dalla cifra più alta, un milione di lire, e a ogni risposta sbagliata alle sette domande di cultura generale che costituivano il quiz, era dimezzato; il concorrente che sbagliava tutte le risposte tornava a casa con il premio di consolazione di 7500 lire. Fu un classico appuntamento fisso domenicale dell'ora di pranzo degli anni settanta e probabilmente il primo quiz che rompeva gli schemi fissi tradizionali di questo genere di trasmissioni.
Venne condotto da Enzo Tortora dal 1º gennaio 1967 all'autunno del 1969, con una media di 5 milioni di ascoltatori, quindi da Franco Nebbia per ben 7 anni, in diretta differita fino al mese di luglio del 1976, e, dopo una pausa di due anni, da Arnoldo Foà fino al 1978 e infine da Renzo Palmer fino alla sua chiusura; l'ultima puntata andò in onda il 25 marzo 1979. Memorabile era anche la sigla iniziale che riproduceva il verso del crostaceo che dava il titolo alla trasmissione, nonché la risata sardonica dell'attore Sante Calogero, nella parte del Gambero, che seguiva le risposte sbagliate dei concorrenti. Mentre nel caso della Corrida sono state recuperate 28 trasmissioni del 1976, di questo programma nelle teche Rai non sono ancora state recuperate le registrazioni.
Una sua versione per ragazzi, denominata "Il gamberetto", andò in onda su Radiouno nelle stagioni 1971-72 e 1972-73, con le conduzioni di Franco e Ciccio e Ric e Gian rispettivamente. Una sua riproposizione televisiva, sempre chiamata "Il gamberetto", venne fatta su Rai 2 all'interno della trasmissione Tandem.
Venne infine riproposta nel 2000, sempre da Radio Rai, e la conduzione di quella serie fu affidata alla giornalista Barbara Palombelli: la novità introdotta fu quella del campione in carica che come tale partecipava alla puntata successiva, mentre nella versione degli anni settanta era prevista in ogni caso una sola partecipazione.